# Geuzenhoek

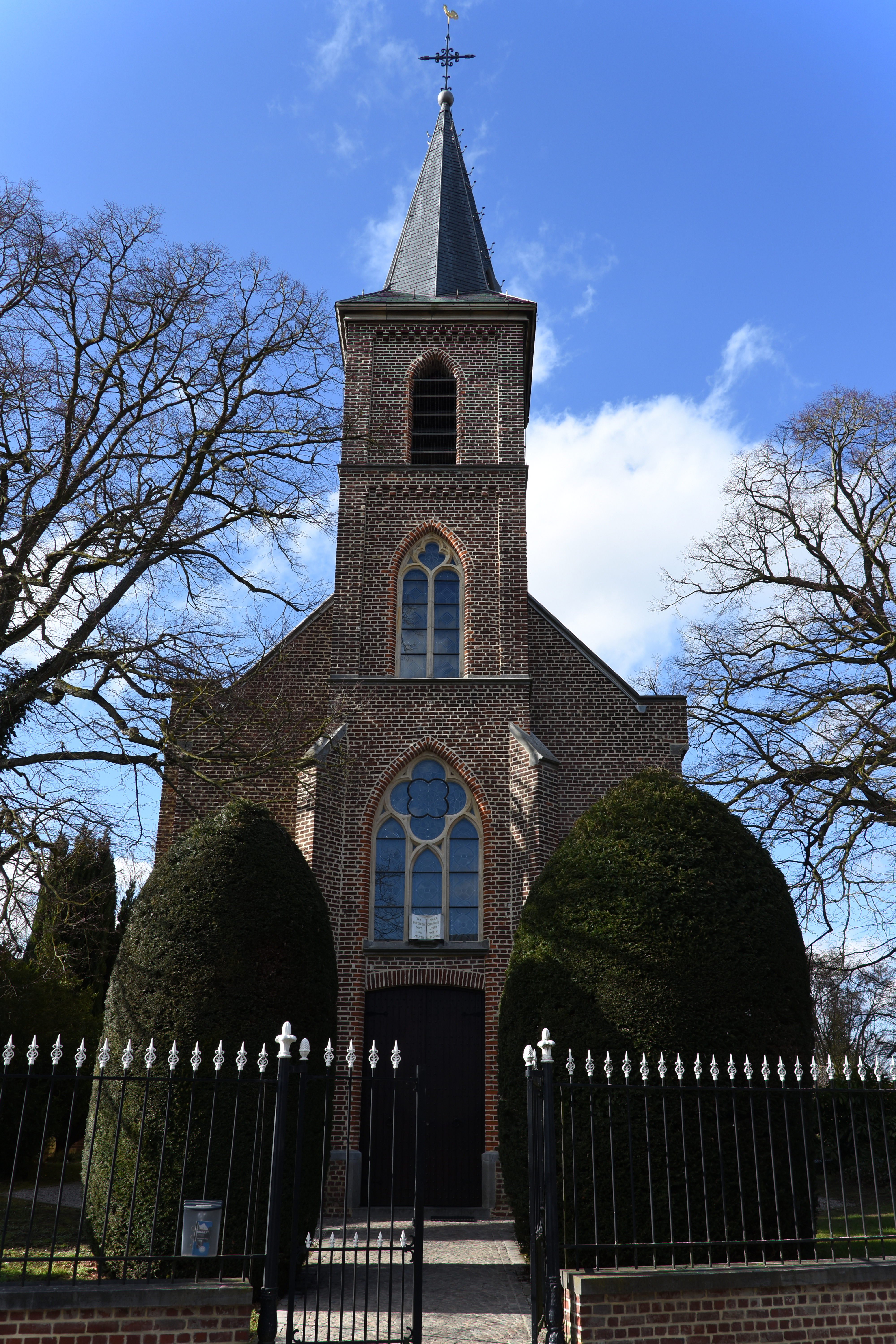
De Nieuwe Kerk uit 1872 in de Geuzenhoek

De Geuzenhoek is de naam van een protestantse kerkgemeente in de Belgische deelgemeente Sint-Maria-Horebeke. Op de kaart omvat de Geuzenhoek de gehuchten Korsele, Rokegem en Vrijsbeke. Hier leven sedert de 16e eeuw protestanten en katholieken bij elkaar. De barrières die er vroeger waren omwille van de vervolging van afvalligen binnen de katholieke kerk zijn reeds lang verdwenen. Sinds 1872 staat in Korsele de Nieuwe kerk waar iedere zondag een dienst wordt gehouden. Het Protestants Museum de Geuzenhoek in Korsele houdt de herinnering levendig aan Abraham Hans en de Horebeekse protestanten van vroeger en nu. In 2021 werd een aflevering van EO-programma Oases in de Lage Landen (met Kefah Allush) aan de Geuzenhoek gewijd. 

## Het ontstaan van de protestantse kerkgemeenschap in de Geuzenhoek
De macht van de katholieke kerk en de misbruiken binnen de hogere en lagere clerus zorgden voor kritiek. Het humanisme schiep een klimaat dat gunstig was om tot nieuwe ideeën te komen en de uitvinding van de boekdrukkunst zorgde voor de verspreiding ervan. Ondanks het verzet van Keizer Karel V tegen de leer van Maarten Luther dat werd voortgezet door zijn zoon Filips II kende de nieuwe leer rond 1560 een grote verspreiding. Hagenpreken zorgden voor verdere groei en leidden mee tot de beeldenstorm en de overname van een aantal kerken door de hervormers.
Toen de landvoogdes en bastaarddochter van Karel V, Margaretha van Parma van een hoveling de bekende woorden te horen kreeg: Ne craignez point, Madame, ce ne sont que des gueuex (Vrees niet, Mevrouw, het zijn maar schooiers) kregen de protestanten hun bijnaam die ze met eer droegen. De geuzen in de Geuzenhoek werden bosgeuzen genoemd.

## Oudenaarde en de Geuzenhoek
Jacob Blommaert woonde in de tweede helft van de 16 eeuw in Oudenaarde. Hij was een meester-tapijtwever en handelaar en schepen van Pamele (in 1593 bij Oudenaarde gevoegd). Toen bekend geraakte dat hij protestant was, werd hij uit Oudenaarde verbannen. Een groep bosgeuzen onder leiding van Blommaert slaagde er op 7 september 1572 in om Oudenaarde in te nemen en dat zes weken te behouden alvorens regeringstroepen het heroverden. Een maand later moest hij vluchten voor de troepen van Alva en kwam daarbij om het leven. Zijn medestanders ontvluchtten Oudenaarde en trokken naar de dorpen in de omgeving. Daar overleefden zij, ondanks de contrareformatie en dankzij hun houding om overdag schijnbaar katholiek te zijn. Ze lieten hun kinderen dopen door de katholieke pastoor maar verdiepten zich in hun geloof via predikanten uit het Noorden die hen in kelders en schuren bezochten.

## De Geuzenhoek vanaf de 18e eeuw
De grotere groep die zich in Horebeke vestigde trok geloofsgenoten uit onder meer Mater en Etikhove aan en via huwelijken groeide de gemeenschap in de Geuzenhoek. De omstandigheden verbeterden sterk onder de relatieve godsdienstvrijheid die Jozef II van Oostenrijk toestond in 1781 (patent van Tolerantie). De Oude Kerk, gebouwd in 1795 was daar een gevolg van. Meer werd mogelijk toen de regio tussen 1815 en 1830 onder het bestuur kwam van het Verenigd Koninkrijk der Nederlanden met Willem I als koning. Na de onafhankelijkheid van België was er de vooruitstrevende grondwet die godsdienstvrijheid waarborgde.
Het patrimonium breidde uit met de bouw van een school in 1820, een kerkhof in 1824, een pastorie in 1841 en de Nieuwe Kerk in 1872. De Schoolstrijd, de Eerste Wereldoorlog, de teloorgang van de kleine landbouwbedrijven, emigratie en ontkerkelijking zorgden voor neergang. Anno 2018 bestaat hier de enig overgebleven protestants-calvinistische kerk op het Vlaamse platteland sinds de reformatie.

## Abraham van der Waeyen Pieterszen en Vincent van Gogh
Abraham van der Waeyen Pieterszen was tot aan zijn dood predikant in de Geuzenhoek en ligt op het kerkhof begraven. Hij ontmoette Vincent van Gogh in 1878 in de Borinage toen Vincent hem om raad vroeg of hij zou kiezen voor een leven als kunstenaar of predikant. In 1879 bezocht Vincent van Gogh Abraham van der Waeyen Pieterszen in de Geuzenhoek. Van Gogh schrijft daarover in een brief op 5 augustus 1879 aan zijn broer Theo: ben onlangs te Brussel geweest en te Maria Hoorebeeke [...] gedeeltelijk te voet, n.l. bij Ds. Pieterszen die schildert in den trant van Schelfhout of Hoppenbrouwers en wel verstand van kunst heeft.

## Galerij

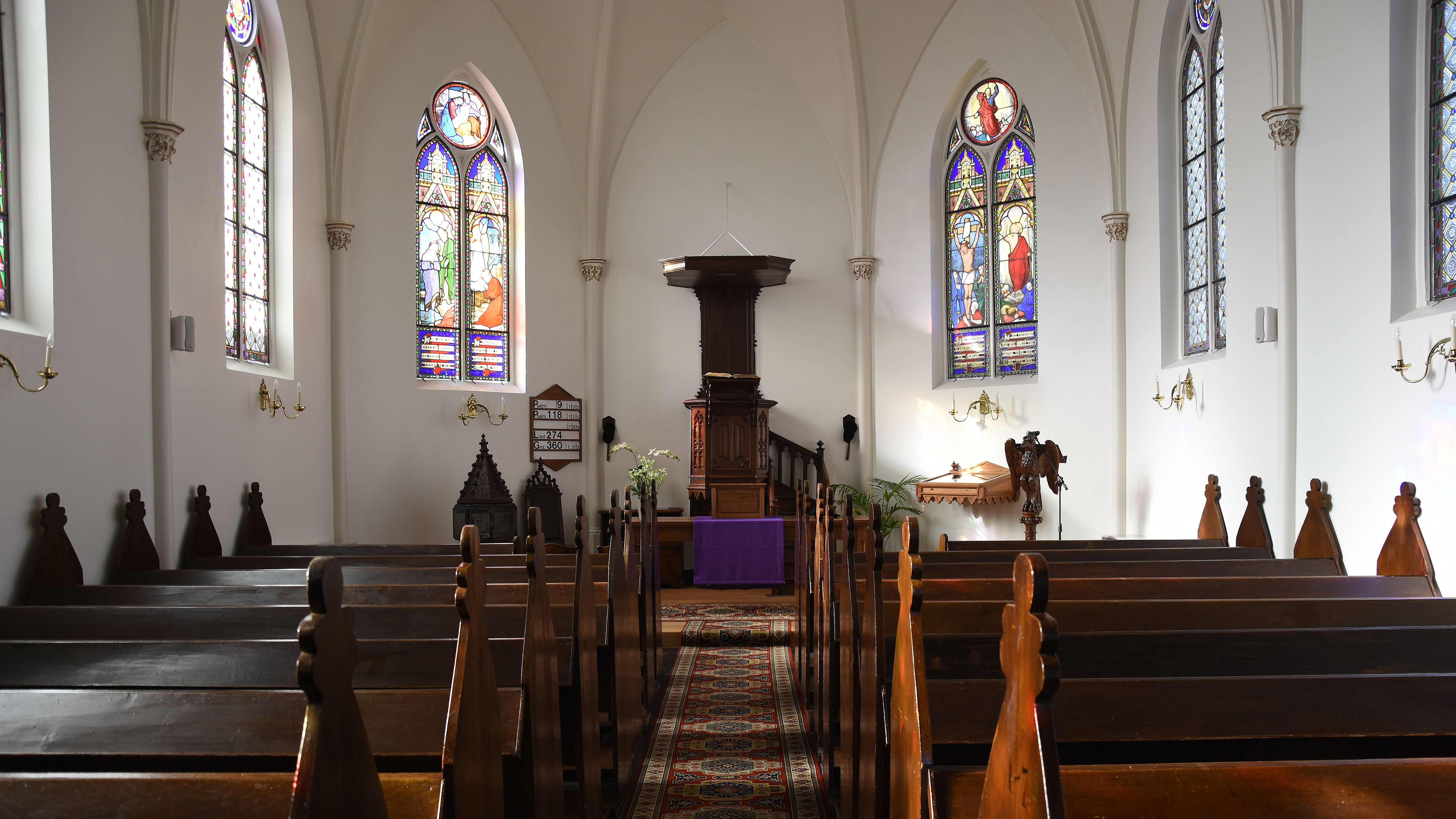
Interieur van de Nieuwe Kerk
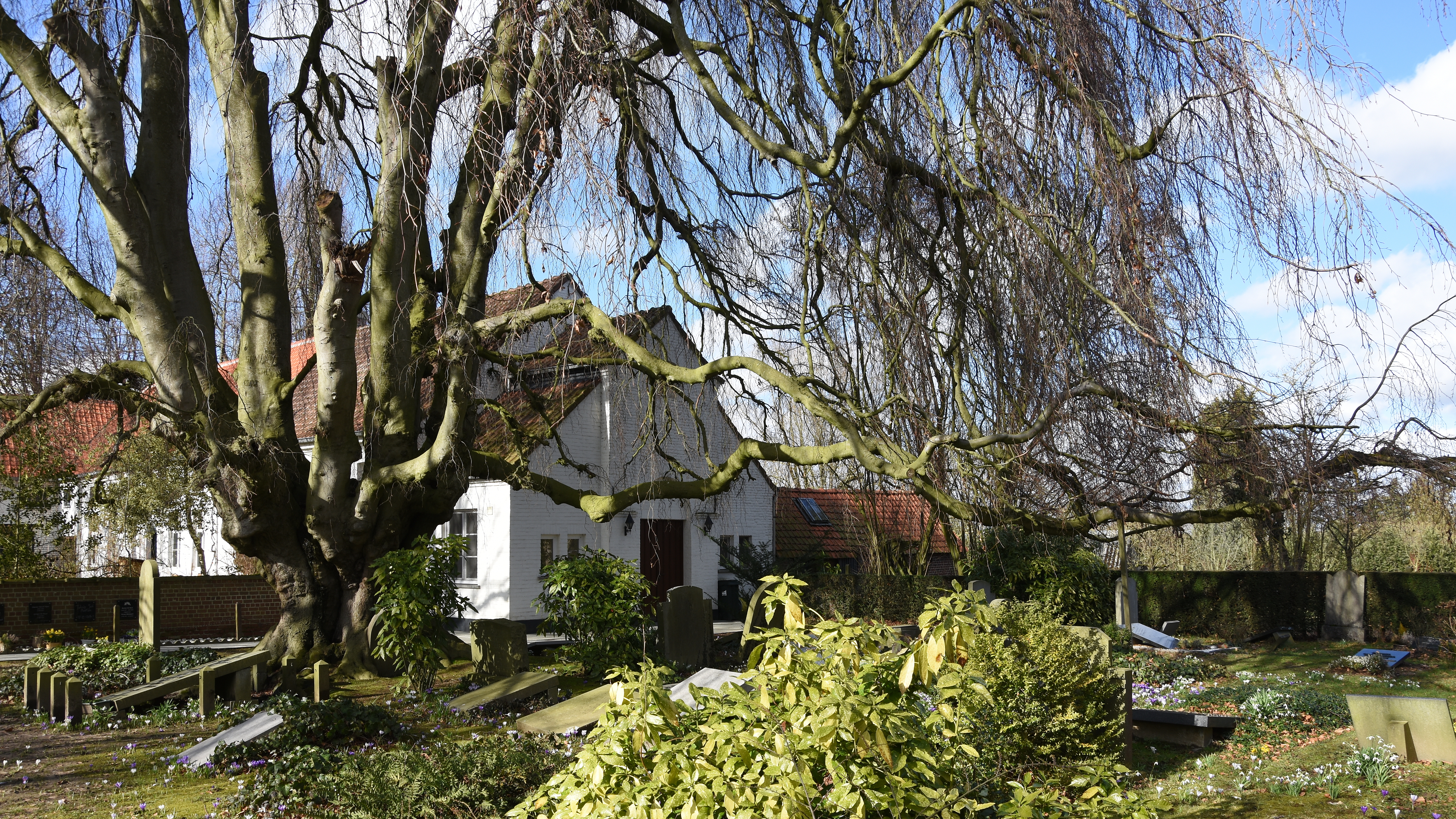
De Oude Kerk (1795) en het kerkhof
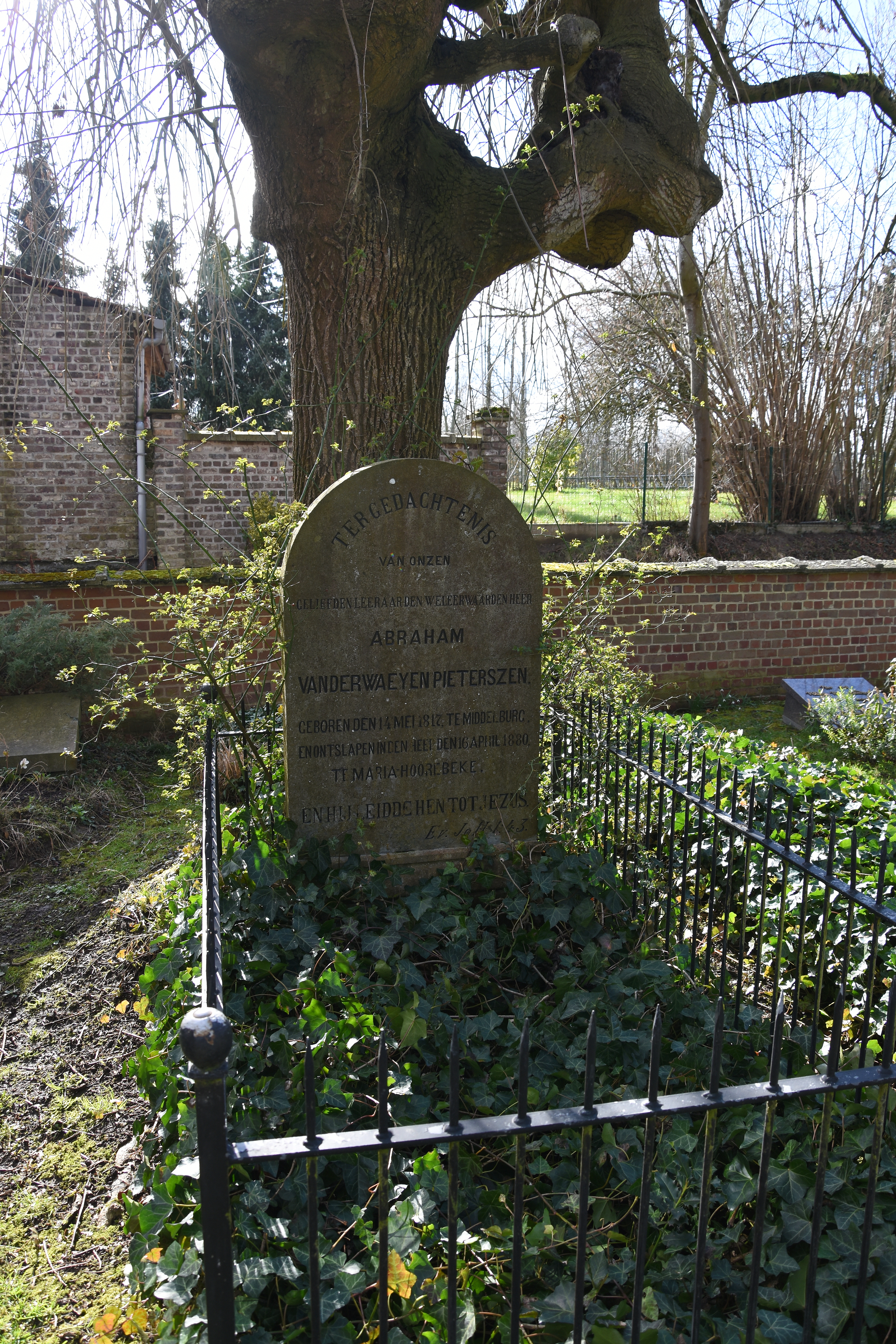
Het graf van Abraham van der Waeyen Pieterszen
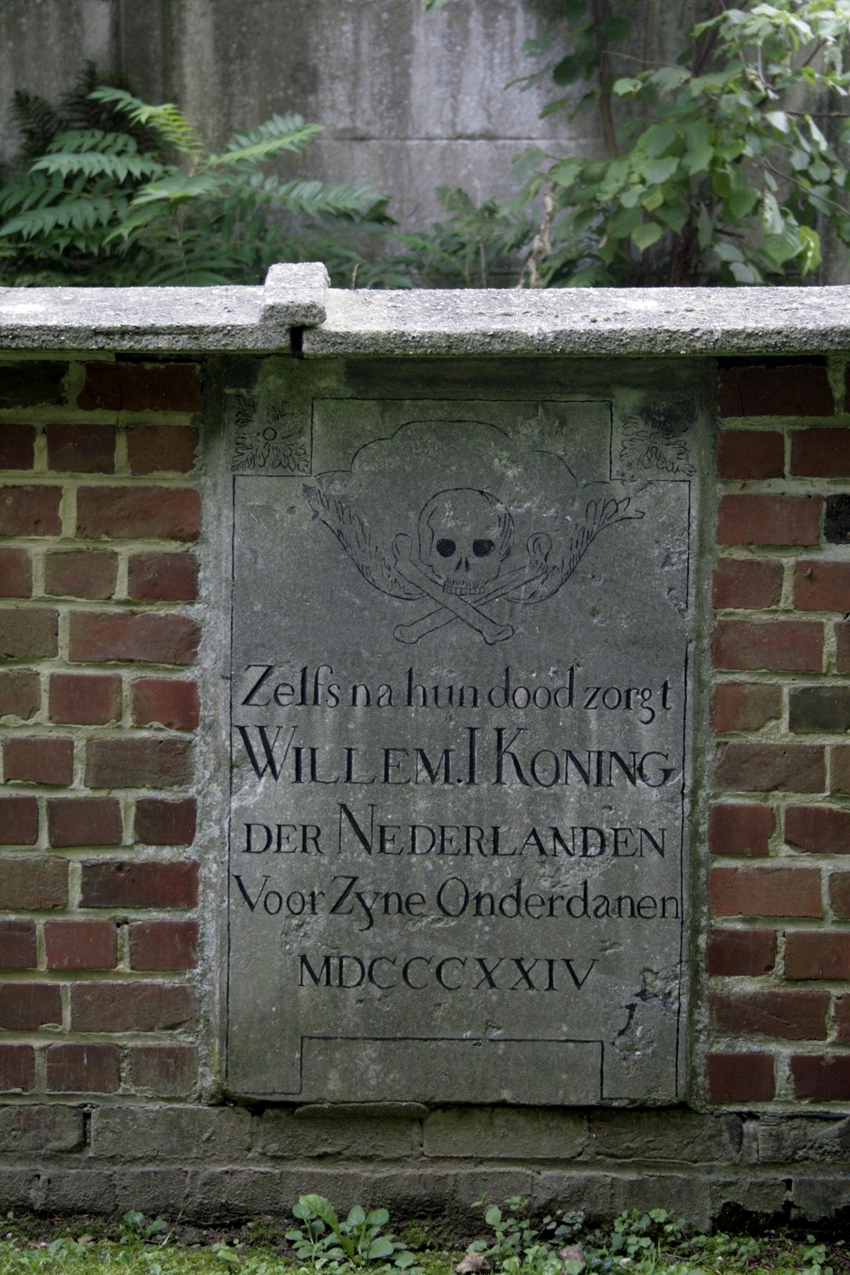
Plaquette voor Willem I